# Sebet
Sebet is een bestuurslaag in het regentschap Kediri van de provincie Oost-Java, Indonesië. Sebet telt 1770 inwoners (volkstelling 2010).